# Jaune de Crome
Crome Yellow
Ne doit pas être confondu avec Jaune de chrome.
Jaune de Crome (titre original en anglais : Crome Yellow) est le premier roman de l'écrivain britannique Aldous Huxley, publié en 1921 par Chatto & Windus. Huxley y fait une satire des travers et des modes de la société cultivée de cette époque. Le livre raconte une house party au manoir de Crome, une version parodique du Garsington Manor de Lady Ottoline Morrell, une résidence où des auteurs comme Huxley ou T. S. Eliot se réunissaient pour écrire.
Le livre contient une courte préfiguration d'un roman ultérieur de Huxley, Le Meilleur des mondes : l'un des personnages, M. Scogan, décrit une « génération impersonnelle » du futur qui « prendra la place du système hideux de la nature. Dans de vastes incubateurs de l'État, des rangées empilées d'éprouvettes enceintes (gravides) fourniront au monde la population exacte nécessaire. Le système de la famille est voué à disparaître ; la société sapée à sa base devra trouver de nouvelles fondations ; et Eros, dans une liberté splendide mais irresponsable, se promènera, tel un gai papillon qui vole de fleur en fleur dans un monde illuminé de soleil ».

## Intrigue et personnages

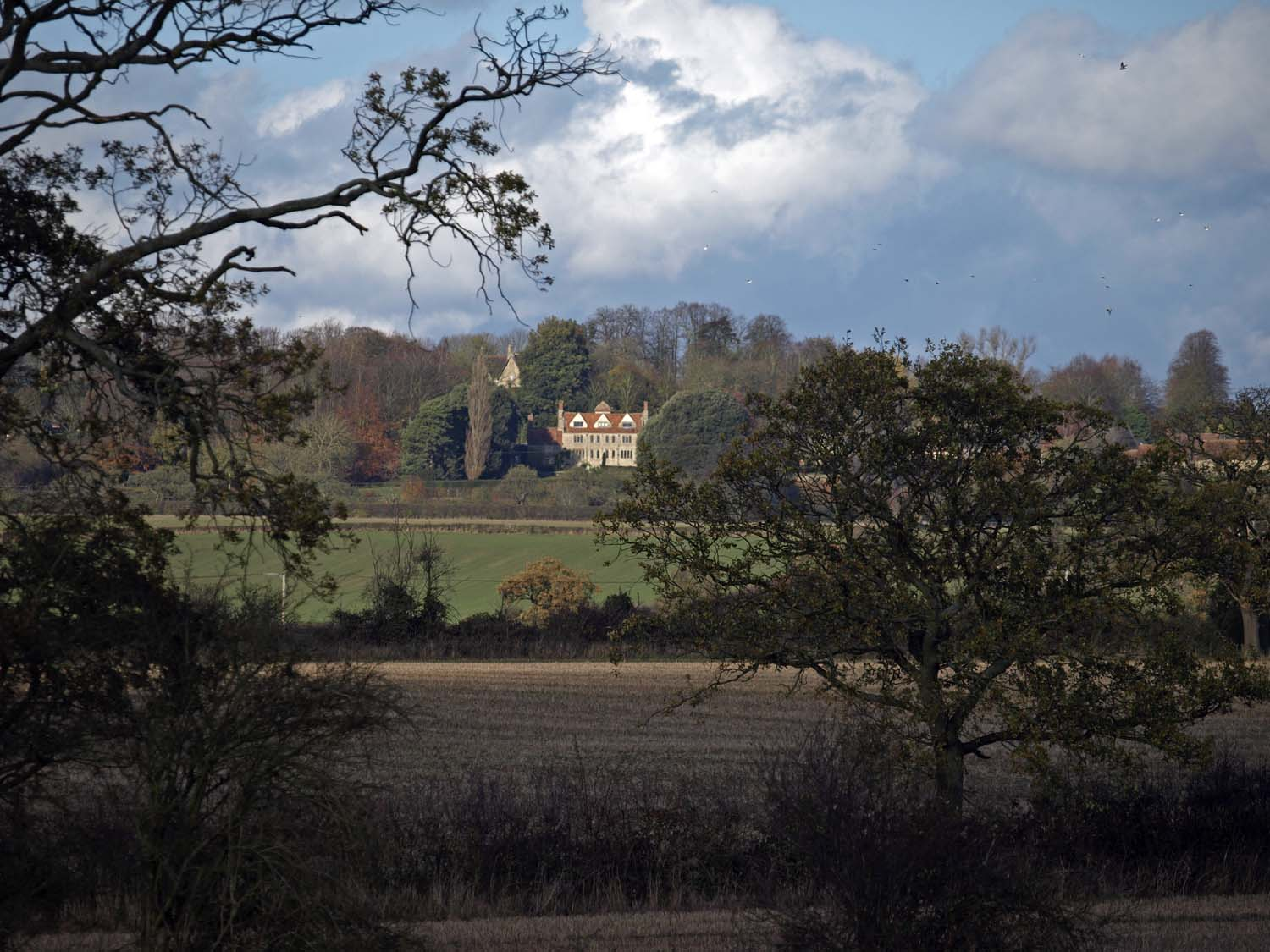
Le manoir de Garsington a servi de modèle à Huxley pour celui de Crome comme cadre de l'intrigue.

Crome Yellow s'inscrit dans la tradition du roman anglais de country house, représentée par Thomas Love Peacock, dans lequel un groupe disparate de personnages prend ses quartiers dans un domaine pour y vivre aux crochets de leur hôte. Ils y passent le plus clair de leur temps à manger, à boire et à pérorer à propos de leurs vanités intellectuelles personnelles. Peu de place est accordée aux développements de l'intrigue.
Le roman trace sur un mode satirique le portrait de plusieurs types de personnages de l'époque, à travers le regard d'un jeune poète naïf, Denis Stone. Celui-ci est amoureux d'Anne Wimbush, la nièce des propriétaires, laquelle semble plus intéressée par le peintre Gombauld pour lequel elle pose. Jenny Mullion, tranquille et dure d'oreille se cache souvent derrière son carnet rouge dans lequel elle dessine des caricatures. Mary Bracegirdle, volontaire mais encore naïve décide de se lancer dans une aventure amoureuse. M. Henry Wimbush, propriétaire de Crome, a écrit une histoire du manoir et de sa famille dont il donne des extraits. Sa femme, l'imposante Priscilla Wimbush est obsédée par le spiritisme. Les autres personnages sont le pompeux littérateur M. Barbecue-Smith, le cynique M. Scogan (qui comporte des traits de caractère à la fois de Bertrand Russell et de l'écrivain Norman Douglas), le libertin Ivor Lombard, et l'ascétique et mélancolique vicaire avec sa femme.

## Adaptations
L'histoire, relatée par Wimbush, de Sir Hercules Lapith, qui avait fait de Crome un centre d'hébergement pour nains, a été reprise et adaptée dans une pièce radiophonique de 60 minutes par Peter Mackie. Celle-ci a été diffusée pour la première fois sur BBC Radio 4 en 1986 et a été reprise depuis.
En 2014, le romancier australien Julian Davies (en) fait paraître Crow Mellow, qu'il décrit comme étant étroitement inspiré du roman d'Aldous Huxley. Ayant pour cadre l'Australie contemporaine, il actualise la satire pour l'adapter au XXIe siècle hypercapitaliste dans lequel le sexe n'est plus réprimé et où l'art est devenu une marchandise,.
Virginity est une comédie musicale américaine inspirée de Jaune de Crome, avec un texte de Germaine Shames, une musique et une partie des paroles de Daniel M. Lincoln. Jenny, la jeune fille malentendante, y tient le rôle principal,.

## Citations du texte original
1. ↑  « [they will] take the place of Nature's hideous system. In vast state incubators, rows upon rows of gravid bottles will supply the world with the population it requires. The family system will disappear; society, sapped at its very base, will have to find new foundations; and Eros, beautifully and irresponsibly free, will flit like a gay butterfly from flower to flower through a sunlit world »